# Protohepialus comstocki
Protohepialus comstocki är en fjärilsart som beskrevs av Pierce 1945. Protohepialus comstocki ingår i släktet Protohepialus och familjen rotfjärilar. Inga underarter finns listade i Catalogue of Life.